# Cleópatra (filha de Mitrídates VI do Ponto)
Cleópatra foi uma filha de Mitrídates VI do Ponto e esposa de Tigranes II da Arménia.
Mitrídates casou sua filha Cleópatra com Tigranes, para que este fosse seu aliado na luta contra o romanos; o casamento foi feito através de seu agente Górdio.
Tigranes II da Arménia atacou a Capadócia a pedido de seu sogro, Mitrídates VI do Ponto, quando este foi obrigado por Sula a devolver a Capadócia a Ariobarzanes. Ariobarzanes fugiu para Roma assim que Tigranes se aproximou.
Cleópatra foi responsável pela morte de Anfícrates, o retórico; este, exilado de sua cidade natal e expulso de Selêucia no Tigre, se uniu a Cleópatra, esposa de Tigranes e filha de Mitrídates, mas depois perdeu os seus favores, e suicidou-se por fome. Cleópatra o enterrou com honras, em Sapha.